# Станционный (Рязанская область)
Станционный — посёлок в Сараевском районе Рязанской области. Входит в состав Муравлянского сельского поселения.

## География
Расположен на расстоянии 6 км от административного центра сельского поселения села Муравлянка.

## История
Возник как станционный поселок при железнодорожной станции Ремизово. В 1993 г. по просьбе жителей поселка, он был переименован в Станционный. Повторно переименование утверждено постановлением Рязанской областной Думы от 2 октября 1996 года N 85.

## Население
| 2010 |
| ---- |
| 52   |